# Concert spirituel
Concert spirituel ('åndelig koncert') er betegnelsen for et koncertarrangement eller foranstaltning der bestod i Paris mellem 1725 og 1791 og som blev vejledende for den musikalske smag i Frankrig i 1700-tallet. Disse koncerter, der hovedsagelig bestod af større instrumentalkompositioner, oratorier eller kantater med "åndelig tekst", indførtes af Anne Danican Philidor og fandt sted i Tuileriernes schweizersal 24 ganger om året, på de dage hvor offentlig underholdning ellers var forbudt på grund af kirkelige højtider.
De ophørte under revolutionen 1791, blev genoptaget i en knap form 1805 i påskeugen og fik en værdig fortsættelse fra 1828 i konservatoriekoncerterne.
1988 stiftede barokspecialisten Hervé Niquet under navnet Le Concert Spirituel en ny koncertforening der på historiske instrumenter skal fremføre repertoiret fra fransk 1700-tals-musik.